# Sam Pera Junior
Sam Pera Junior est un haltérophile né le 11 mars 1989 à Rarotonga aux îles Cook. Il est l'un des sportifs les plus connus de ce micro-État d'Océanie.

## Divers
Fils d'un autre célèbre haltérophile local, Sam Nunuku Pera qui participa aux Jeux de 1992, 1996, 2000 et 2004, devenu aujourd'hui son entraîneur, Junior participe pour sa part à ses premières olympiades aux Jeux de Pékin de 2008.
Dans l'optique des Jeux, il s'entraîne à partir de février 2008, ainsi que tous les autres haltérophiles océaniens, à Boulari (commune du Mont-Dore) en Nouvelle-Calédonie. Il est le porte-drapeau de sa délégation lors de ces JO.
En 2005, il est élu meilleur sportif de l'année des îles Cook, catégorie junior.

## Records
- +105 kg : 200 kg (épaulé - jeté), le 26 juillet 2008 à Nouméa.